# Walter Montini
Walter Montini (Ostiano, 14 settembre 1951) è un politico italiano.

## Biografia
Laureato in lettere presso l'Università di Parma. Politico della Democrazia Cristiana, funzionario della provincia di Cremona, è stato anche funzionario presso la presidenza della Regione Lombardia, e direttore della segreteria tecnica della Conferenza Stato-Regioni e della Conferenza unificata presso la Presidenza del Consiglio dei ministri.
È stato eletto al Senato della Repubblica nella XI legislatura. Ha fatto parte della Commissione Giustizia, della Commissione Industria, della Giunta per gli Affari delle Comunità Europee, della Commissione parlamentare d'inchiesta sul fenomeno della mafia.
Dopo il mandato parlamentare è stato presidente dell’Associazione residenze sociosanitarie provinciali, che riunisce e coordina 27 case di riposo cremonesi. 

## Opere
- Mons. Geremia Bonomelli. Un grande bresciano vescovo di Cremona, Fondazione Civiltà Bresciana, 2015, con Antonio Fappani, Umberto Perini, ISBN 9788855903158